# Renato Seabra
Renato Martins Seabra (* 25. April 1978) ist ein brasilianischer Radrennfahrer.
Renato Seabra konnte 2002 eine Etappe bei der Volta de Santa Catarina für sich entscheiden. Auch 2006 war er dort wieder erfolgreich und belegte in der Gesamtwertung am Ende den zweiten Platz. Außerdem wurde er Zweiter im Straßenrennen der brasilianischen Meisterschaft und er gewann das Eintagesrennen Prova Ciclística 9 de Julho. Im Straßenrennen der Panamerikanischen Meisterschaften kam er auf den 4. Platz. 2007 war er auf einem Teilstück der Volta do Paraná erfolgreich und konnte so auch die Gesamtwertung für sich entscheiden. 2010 gewann er die Gesamtwertung des Giro do Interior de São Paulo. Im Jahr 2011 gewann er eine weitere Etappe des Giro do Interior de São Paulo und die Gesamtwertung der Volta Ciclística Internacional de Gravataí.

## Erfolge
2002
- eine Etappe Volta de Santa Catarina

2006
- Brasilianische Meisterschaft – Straßenrennen
- Prova Ciclística 9 de Julho
- eine Etappe Volta de Santa Catarina

2007
- Gesamtwertung und eine Etappe  Volta do Paraná

2010
- Gesamtwertung und eine Etappe Giro do Interior de São Paulo

2011
- eine Etappe Giro do Interior de São Paulo
- Gesamtwertung Volta Ciclística Internacional de Gravataí

## Teams
- 2008 Scott-Marcondes Cesar
- 2011–2013 Clube Dataro de Ciclismo